# Hoplophoropyga babaulti
Hoplophoropyga babaulti är en kackerlacksart som beskrevs av Lucien Chopard 1921. Hoplophoropyga babaulti ingår i släktet Hoplophoropyga och familjen småkackerlackor. Inga underarter finns listade i Catalogue of Life.